# Oppia leleupi
Oppia leleupi är en kvalsterart som beskrevs av Balogh 1958. Oppia leleupi ingår i släktet Oppia och familjen Oppiidae. Inga underarter finns listade i Catalogue of Life.